# Adriane Garcia
Adriane Garcia (Rio de Janeiro, 19 de setembro de 1981) é uma apresentadora, atriz e ex-cantora brasileira.

## Carreira
Em 2003 lançou seu primeiro álbum Vem Ficar Comigo, com os singles "Amor Perfeito", "Vem Ficar Comigo" e "Diversão" e "Me Leva Pra Casa". A sua verão do single "Amor perfeito" de Michal Sullivan entrou no top da Billboard Brasil como umas das musicas mais tocadas do ano.  Em 2006 Adriane a convite de uma gravadora em Portugal, lançou seu segundo álbum, intitulado Lança Perfume, e muda-se para Portugal. A convite da TV Record Europa Adriane lança um programa de música chamado Sucesso, nome dado pela própria apresentadora e no qual esteve a frente como apresentadora e autora por 3 anos.
Além da televisao sua carreira também passa pela rádio na qual ela apresentou vários programas em rádios diferentes. Para além disso fez diversas participações em séries e telenovelas portuguesas.
Em 2009 Adriane Garcia é a primeira brasileira a integrar o elenco de um programa de entretenimento numa emissora do Estado, a RTP, no programa Só Visto. A seguir também participou no programa Cinco Sentidos- um magazine social também na RTP.
Esteve em programas em directo como o programa 7 maravilhas praias de Portugal na RTP.
Em 2014 a apresentadora teve um programa de sua autoria exibido pela RTP Internacional do qual apresentou, juntamente com as apresentadoras Patrícia Bull e Joana Teles.

## Biografia

### 2000–2005: Carreira no Brasil
Começou ainda menina sua carreira, como modelo, porém foi só anos depois que sua vida mudou. Após fazer algumas participações em novelas e mini-séries, Adriane foi repórter do SporTV. Em 2002, Adriane foi sondada pela Building Records à gravar algumas canções "demos" para teste. Finalizado o resultado a gravadora aprovou seu trabalho e, no mesmo ano, Adriane começa a gravação de seu primeiro álbum. Adriane fez sua primeira aparição como cantora, ao ser convidada para abrir o show da cantora Lasgo no Via Funchal, uma casa de espectáculos na cidade de São Paulo, para um público de 8 mil pessoas. Em 2003 Adriane lança seu primeiro single, Amor Perfeito, antigo sucesso de Roberto Carlos, em versão dance music, sendo o single  mais tocado do ano.
Seu primeiro álbum, Vem Ficar Comigo, foi lançado pela gravadora Building Records. O álbum foi produzido por Tibor Yuzo e pelo renomado produtor Tuta Aquino, ainda com adaptações do DJ Patife. Vem Ficar Comigo reuniu grandes sucessos do passado com versões atuais dançantes e novas composições. O álbum trouxe regravações de Pintura Intima, da banda Kid Abelha e Gostava Tanto De Você de Tim Maia. O segundo single, é lançado em 2004, Diversão, composto por Ana Carolina.
Seu "single" "Amor perfeito" ( um remix de autoria do compositor Michael Sullivan) entrou para a Billboard Brasil no "top 5" das musicas mais tocadas do ano de 2003.

### 2006–presente: Carreira em Portugal
Em 2006 a cantora recebeu um convite para gravar um novo álbum com maior voltagem ao público portugues, onde Adriane teve maior receptividade, intitulado Lança Perfume, trazendo regravações de grandes sucessos como Catedral,  de Zélia Duncan, Se, de Djavan, e Palpite,  de Vanessa Rangel, com versões atuais de dance. O primeiro single, a faixa-título, Lança Perfume, antigo sucesso de Rita Lee, é lançado em 2006. No mesmo ano Adriane aceita o convite da Record Internacional de Portugal para apresentar um programa de música e variedades, entrevistando artistas e cantores Brasileiros, Portugueses e Africanos. Adriane começa a ganhar notoriedade e foi convidada para fazer a capa de uma das revistas mais famosas de Portugal, a FHM e a partir dai não parou mais de executar publicidades.
Adriane não fica só nas publicidades e tv e aceita o convite da Radio Tropical para apresentar um programa diário sobre o universo feminino.
Adriane Garcia integra o elenco da nova série da Rádio e Televisão de Portugal (RTP), Maternidade. Adriane interpreta o papel da enfermeira Solange Faria. Adriane também faz uma participação na minisérie Voo Directo para o mesmo canal. Além das séries e curta metragens, a convite da RTP, ela integra na equipe do programa de entretenimento Só Visto. É assim a primeira Brasileira a integrar o quadro de apresentadores de uma emissora Portuguesa. Fez  também parte do programa Cinco Sentidos aos domingos pela RTP. Adriane Garcia mora em Lisboa. Adriane também esteve durante o verão de 2012 a integrar a equipa do Programa as 7 Maravilhas - Praias de Portugal ( Programa Day Time em Directo) onde viajou pelo país de norte a sul para descobrir as maravilhas portuguesas. Também produziu e esteve no comando do programa A hora da Dri um programa de variedades, sobre uma visão feminina, na rádio Record FM. Actualmente faz parte do renovado programa Só Visto um magazine social e cultural que passa todos os domingos a tarde na RTP. Também podemos vê-la na série Água de Mar, todos os dias durante a semana, a noite, na RTP. Recentemente participou do novo filme do realizador Leonel Vieira, O pátio das cantigas, com a personagem Paola.

## Vida pessoal
Adriane teve o seu primeiro filho, Francisco, em 22 de dezembro de 2016, fruto da relação de 15 anos com Tiago Alves Ribeiro. Em agosto de 2015 sofreu um aborto.

## Filmografia

### Televisão
| Ano       | Título               | Cargo / Personagem | Nota                           |
| --------- | -------------------- | ------------------ | ------------------------------ |
| 2000      | Malhação             | Luana              | Episódio: "10 de maio"         |
| 2000      | Laços de Família     | Elenco adcional    | Episódio: "7 de junho"         |
| 2003      | Casa dos Artistas    | Participante       | Temporada 3                    |
| 2006      | Páginas da Vida      | elenco adcional    | Episódio: "27 de setembro"     |
| 2006–2009 | Sucesso              | Apresentadora      |                                |
| 2007      | O Quinto Poder       | Suely              | Episódio: "24 de setembro"     |
| 2009      | Ele É Ela            | Sandy              | Episódio: "19 de setembro"     |
| 2010      | Pai à Força          | Vam                | Episódio: "27 de novembro"     |
| 2010      | Voo Directo          | Yolanda            | Episódio: "19 de novembro"     |
| 2011      | Laços de Sangue      | Maria              | Episódios: "3-5 de fevereiro"  |
| 2011      | Maternidade          | Solange Fari       | Temporada 1                    |
| 2011–2014 | Só Visto!            | Repórter           |                                |
| 2011–2012 | Cinco Sentidos       | Repórter           |                                |
| 2012      | 7 Maravilhas         | Apresentadora      |                                |
| 2014      | 3 por Uma            | Apresentadora      |                                |
| 2014      | Água de Mar          | Gabriela Noronha   | Temporada 3                    |
| 2015      | O Pátio das Cantigas | Paola              |                                |
| 2018      | A Teia               | Denise             | Episódios: "25–27 de dezembro" |
| 2019      | Golpe de Sorte       | Kelly Lazzaro      | Temporadas 1–3                 |
| 2022      | Cristina ComVida     | Repórter           |                                |

### Cinema
| Ano  | Título               | Personagem |
| ---- | -------------------- | ---------- |
| 2015 | O Pátio das Cantigas | Paola      |
| 2018 | Linhas de Sangue     | Pilar      |

## Rádio
| Ano       | Título                  | Estação             |
| --------- | ----------------------- | ------------------- |
| 2008–2009 | Programa Adriane Garcia | Tropical FM         |
| 2011–2014 | Hora da Dri             | Rádio Record Europa |

## Discografia

### Álbuns de estúdio
| Álbum            | Detalhes                                                                       |
| ---------------- | ------------------------------------------------------------------------------ |
| Vem Ficar Comigo | - Lançamento: 15 de março de 2003 - Formatos: CD - Gravadora: Building Records |

### Singles
| Título                             | Ano  | Álbum                         |
| ---------------------------------- | ---- | ----------------------------- |
| "Amor Perfeito"                    | 2002 | Vem Ficar Comigo              |
| "Vem Ficar Comigo" (Doremix remix) | 2003 | Vem Ficar Comigo              |
| "Me Leva Pra Casa" (Doremix remix) | 2003 | Vem Ficar Comigo              |
| "Diversão"                         | 2004 | Vem Ficar Comigo              |
| "Lança Perfume"                    | 2006 | Não adicionado à nenhum álbum |